# HD 47186
HD 47186 är en ensam stjärna belägen i den mellersta delen av stjärnbilden Stora hunden. Den har en skenbar magnitud av ca 7,63 och kräver åtminstone en stark handkikare eller ett mindre teleskop för att kunna observeras. Baserat på parallaxmätning inom Hipparcosuppdraget på ca 25,3 mas, beräknas den befinna sig på ett avstånd på ca 129 ljusår (ca 40 parsek) från solen. Den rör sig bort från solen med en heliocentrisk radialhastighet på ca 4 km/s.

## Egenskaper
HD 48176 är en gul till vit stjärna i huvudserien av spektralklass G5 V. Den har en massa som är ungefär lika med en solmassa, en radie som är ca 1,1 solradier och har ca 1,2 gånger solens utstrålning av energi från dess fotosfär vid en effektiv temperatur av ca 5 700 K.

## Planetssystem
I juni 2008 tillkännagavs upptäckten av två exoplaneter som kretsar kring stjärnan. Båda planeterna är mindre massiva än Jupiter. Den inre planeten, HD 47186 b, kretsar nära stjärnan och kallas en "het Neptunus". Den yttre planeten, HD 47186 c, kretsar på ett liknande avstånd från stjärnan som asteroiden 4 Vesta från jorden, ca 2,4 AE. Den inre planeten kretsar i en cirkulär bana medan den yttre planeten har en excentrisk bana.
| Planet | Massa       | Halv storaxel (AE) | Siderisk omloppstid (d) | Excentricitet | Inklination | Radie |
| ------ | ----------- | ------------------ | ----------------------- | ------------- | ----------- | ----- |
| b      | ≥0,07167 MJ | 0,050              | 4,0845 ± 0,0002         | 0,038 ± 0,020 | -           | -     |
| c      | ≥0,35061 MJ | 2,395              | 1 353,6 ± 57,1          | 0,249 ± 0,073 | -           | -     |